# إيفار نيلسون
إيفار نيلسون (بالسويدية: Ivar Nilsson)‏ (12 يونيو 1933 - 26 فبراير 2019 ) متزلج سريع من السويد.

## روابط خارجية
- إيفار نيلسون على موقع SpeedSkatingBase.eu (الإنجليزية)
- إيفار نيلسون على موقع SpeedSkatingNews.info (الإنجليزية)
- إيفار نيلسون على موقع SpeedSkatingStats.com (الإنجليزية)
- إيفار نيلسون على موقع اللجنة الأولمبية الدولية (الإنجليزية)
- إيفار نيلسون على موقع أوليمبيديا (الإنجليزية)
- إيفار نيلسون على موقع اللجنة الأولمبية السويدية (السويدية)